# ميخائيل بيدن
ميخائيل بيدن (بالإنجليزية: Michael M. Baden)‏ هو أخصائي طب شرعي أمريكي، ولد في 27 يوليو 1934 في نيويورك في الولايات المتحدة.

## وصلات خارجية
- ميخائيل بيدن على موقع IMDb (الإنجليزية)
- ميخائيل بيدن على موقع إن إن دي بي (الإنجليزية)
- ميخائيل بيدن على موقع قاعدة بيانات الفيلم (الإنجليزية)